# Aploglossa suturalis
Aploglossa suturalis is een keversoort uit de familie Ptilodactylidae. De wetenschappelijke naam van de soort is voor het eerst geldig gepubliceerd in 1934 door Pic.